# Paul Wolfowitz
Paul Dundes Wolfowitz (New York, 22 dicembre 1943) è un politico e diplomatico statunitense. All'inizio degli anni novanta, nella sua veste di sottosegretario alla difesa, contribuì all'elaborazione della linea di politica estera americana che fu definita dottrina Wolfowitz.

## Carriera
Nato in una famiglia ebraica proveniente dalla Polonia, è stato presidente della Banca Mondiale dal 1º giugno 2005 al 30 giugno 2007, quando fu costretto a dimettersi dopo essere stato accusato di avere accordato un aumento di stipendio alla sua compagna ed anche propria dipendente. In qualità di vicesegretario alla difesa è stato il principale architetto della politica estera dell'amministrazione di George W. Bush, che nel 2003 ha portato alla guerra in Iraq. Wolfowitz ha doppia cittadinanza: statunitense ed israeliana.

## Nei media
- Vice - L'uomo nell'ombra (Vice), regia di Adam McKay (2018)